# Кабардинська автономна область
Кабардинська автономна область, Кабардинська АО (рос. Кабардинская автономная область, кабард. Къэбэрдей AО
) — адміністративно територіальна одиниця в РРФСР існувала 1 вересня 1921 — 16 січня 1922.
Адміністративний центр — місто Нальчик.

## Історія
Кабардинська АО була утворена 1 вересня 1921 року з Кабардинського НО Горської АРСР.
16 січня 1922 року Кабардинська АО була об'єднана з Балкарським НО Горської АРСР в Кабардино-Балкарську АО.
До складу області входило 4 округи: Баксанський, Нальчицький, Урванський і Малокабардинський.

## Ресурси Інтернету
- Историко-генеалогический словарь-справочник [Архівовано 23 січня 2016 у Wayback Machine.](рос.)